# خسرو الجاف
خسرو محمد سعيد بك محمد الجاف وهو نحات وشاعر وروائي وسياسي كردي عراقي.

## أعماله الأدبية
أنتج خسرو الجاف 65 كتابا مطبوعا بين شعر وبحث أدبي ومقالة من الفكر والعمارة والرواية والتاريخ الأدبي والتراثي، ولديه سبعة كتب لم تطبع. ويعد من الرواد في الآدب الكردي، حيث يذكر أنه في سنة 1994 كانت هناك في العالم 14 رواية مطبوعة باللغة الكردية، وكانت ست من  هذه الأربع عشرة من مؤلفات خسرو الجاف.

## آعماله المعمارية والنحتية
من أعماله نصب الشهيد فوق قمة الجبل في منطقة كسنزان على طريق كويسنجق-أربيل، ويضم «360 قبرا رمزيا.. وكل قبر يرمز لألف شهيد».

## نشاطه السياسي
شغل منصب عضو في الجمعية الوطنية الانتقالية المؤقتة عامي 2004 و2005، وشغل منصب عضو في لجنة الإعمار والخدمات في الجمعية.

## روابط خارجية
- من أعلام الكرد، خسرو الجاف